# Jugadores con patente
Jugadores con patente es un documental de 2013 escrito y dirigido por Luis Ara y Federico Lemos que relata la vida de dos ídolos del fútbol uruguayo trazando un  paralelismo entre los
mundos del fútbol y el carnaval, dos pasiones del pueblo uruguayo.
Álvaro Recoba y Antonio Pacheco son capitanes y referentes del Nacional y Peñarol, respectivamente. Estos rivales en la cancha y amigos en la vida se transformaron en codirectores, junto a Rafael Perrone (suegro de Recoba), de un conjunto del Carnaval uruguayo, Asaltantes con Patente. Ellos viven una pasión en común y nos muestran cómo la familia y la amistad están por encima del amor que tienen por el fútbol y los colores que les ha tocado vestir.

## Publicación
La película se estrenó en noviembre de 2013 en cines de Uruguay 
La avant premiere se realizó en el Auditorio del SODRE contó con la presencia de personalidades políticas, culturales y deportivas, además de sus protagonistas.

## Premios
Mejor sonido, Asociación de Críticos del Uruguay ACCU (Uruguay- 2013) 